# 鄂州市人民代表大会常务委员会
鄂州市人民代表大会常务委员会（简称鄂州市人大常委会）为中华人民共和国湖北省鄂州市人民代表大会的常设机关，对鄂州市人民代表大会负责并报告工作。依法在本市行政区内行使监督权、重大事项决定权和国家机关工作人员任免权。

## 历史沿革
中华人民共和国1954年宪法及地方组织法并未规定设置县级以上人大的常务机关。1979年7月，第五届全国人民代表大会第二次会议通过《关于修正中华人民共和国宪法若干规定的决议》，其中规定：“县和县以上地方各级人民代表大会设立常务委员会，它是本级人民代表大会的常设机关”。1981年，召开鄂城县第九届人民代表大会第一次会议，选举常务委员会，由16名常委组成。同年3月，成立中共鄂城县人大常委会党组，成员5人，书记傅云山，副书记赵忠骥。同年12月，鄂城市第一届人民代表大会第一次会议召开，选举13名常务委员，组成第一届常务委员会。1983年，国务院决定成立地级鄂州市。1984年7月16日，鄂州市召开第一届人民代表大会第一次会议，选举25名常务委员，组成第一届常务委员会。

## 机构设置
根据2019年《鄂州市机构改革方案》，鄂州市人大常委会设置以下机构：
- 鄂州市人大常委会办公室
- 鄂州市人大法制委员会
- 鄂州市人大监察和司法委员会
- 鄂州市人大社会建设委员会
- 鄂州市人大财政经济委员会（预算工作委员会）
- 鄂州市人大教育科学文化卫生（民族宗教侨务外事）委员会
- 鄂州市人大农村委员会
- 鄂州市人大城乡建设与环境资源保护委员会
- 鄂州市人大常委会研究室
- 鄂州市人大常委会代表人事任免工作委员会
- 鄂州市人大常委会法制工作委员会

## 历届组成人员

### 第一届
- 任期：1984年7月－？
- 主任：朱邦俊
- 副主任：常树声、贾锡龄、邓萍、何俊贵、王廷斌、傅云山、江耀南、刘国英、梅玉成
- 秘书长：吴岭寒

### 第二届
- 任期：？－？
- 主任：吴华品、岑道斌
- 副主任：刘国英、梅玉成、陈志胜、江耀南、张德灿、李国茂、龚冠军、吴德志
- 秘书长：张子维、鲁映祥

### 第三届
- 任期：？－？
- 主任：岑道斌
- 副主任：吴德志、高东华、凌忠祺、严家高、胡盛海、胡汉池、翟实浩、万汉清
- 秘书长：叶年贵、熊家汉

### 第四届
- 任期：？－？
- 主任：熊同发
- 副主任：李振先、严家高、凌忠祺、胡盛海、鄢立中、翟实浩、李治泉、邱则富、邵桂珍、朱柏纯、严培平
- 秘书长：熊家汉、张咸元

### 第五届
- 任期：？－？
- 主任：吴永文
- 副主任：郑清胜、朱曙霞、邱则富、邵桂珍、朱柏纯、严培平、刘先义
- 秘书长：陈阳安

### 第六届
- 任期：2008年3月－2012年
- 主任：范锐平
- 副主任：刘建国、严培平、刘先义、姜新华、胡清芬
- 秘书长：熊才友

### 第七届
- 任期：2012年－2017年
- 主任：涂维发（2014年7月离任） → 李兵（2014年10月起任）
- 副主任：刘先义、姜新华、胡清芬、陈少杰、周秀华、张汉桥（2015年1月起任）、余争鸣（2016年1月起任）
- 秘书长：熊才友（2016年4月离任） → 袁谟诰（2016年8月起任）

### 第八届
- 任期：2017年1月－2022年1月
- 主任：李兵（2018年12月离任） → 王立（2019年1月起任）
- 副主任：陈新林（2019年4月离任）、胡清芬、陈少杰（2019年12月离任）、周秀华、吴友安、袁谟浩、江国新（2020年1月起任）、何仲生（2020年1月起任，2021年1月离任）、祝健（2021年1月起任）
- 秘书长：姚再林（2018年12月离任） → 徐红红（2019年1月起任，2020年12月离任） → 王时文（2021年1月起任）

### 第九届
- 任期：2022年1月－
- 主任：孙兵
- 副主任：周秀华、程少云、王时文、叶祥明、尹彬、黄开胜
- 秘书长：熊新阳